# 深尾京司
深尾 京司（ふかお きょうじ、1956年4月25日- ）は、日本の経済学者。一橋大学名誉教授。アジア経済研究所所長、アジア経済研究所開発スクール学長、一橋大学経済研究所所長、東京大学社会科学研究所教授（併任）、OECDWPIA副議長、アジア歴史経済学会（AHES）会長等を歴任。NIRA大来政策研究賞受賞、日経・経済図書文化賞受賞。

## 略歴
岐阜県出身。1979年東京大学経済学部卒業、1984年同大学院経済学研究科博士課程単位取得退学、成蹊大学経済学部専任講師、1986年一橋大学経済研究所講師。1987年イェール大学経済学部客員研究員。1989年一橋大学経学研究所助教授。1991年ボストン大学経済学部客員研究員。1999年一橋大学経学研究所教授。2001年東京大学社会科学研究所教授（併任）。2002年ボッコーニ大学客員教授。2006年一橋大学経済研究所経済制度研究センター主任。2010年フローニンゲン大学マディソン・プロジェクト顧問。2011年ウォーリック大学CAGE研究員。2013-15年一橋大学経済研究所長。2018年日本貿易振興機構アジア経済研究所所長、日本貿易振興機構アジア経済研究所開発スクール学長、一橋大学社会科学高等研究院グローバル経済研究センター長。2020年一橋大学経済研究所特任教授、一橋大学名誉教授。
この間、1992年日本銀行金融研究所客員研究員。1994年通商産業省通商産業研究所特別研究官。98年経済企画庁経済研究所客員主任研究官。2001年経済産業省経済産業研究所特別研究官、内閣府経済社会総合研究所客員主任研究官。2002年アジア開発銀行研究所リサーチフェロー。2005年日本経済研究センターアジア研究部主任研究員。2006年文部科学省科学官、日本学術会議連携会員。2008年Comparative Analysis of Enterprise Data （CAED）議長。2009年内閣府統計委員会委員長代理・国民経済計算部会長。2010年アジア歴史経済学会（AHES）会長、日本経済研究センター特任研究員、文部科学省科学技術政策研究所客員統括主任研究官。2011年経済産業研究所プログラム・ディレクター、中央教育審議会大学分科会委員。2012年OECD産業分析のためのワーキングパーティー（WPIA）副議長 。
2005年、天野倫文との共著『対日直接投資と日本経済』でNIRA大来政策研究賞受賞。2012年『「失われた20年」と日本経済』で日経・経済図書文化賞受賞。Larry Neal Prize 2019（Exploration in Economic History誌の年間ベスト論文賞）受賞。

## 著書
- 『「失われた20年」と日本経済 構造的原因と再生への原動力の解明』日本経済新聞出版社 2012

### 共編著
- 『合理的予想形成によるインフレ・為替分析』刈屋武昭共編 有斐閣 1988
- 『対日直接投資と日本経済』天野倫文共著 日本経済新聞社 2004
- 『生産性と日本の経済成長 JIPデータベースによる産業・企業レベルの実証分析』宮川努共編 東京大学出版会 2008
- 『日本企業の東アジア戦略 米欧アジア企業との国際比較』日本経済研究センター共編 日本経済新聞出版社 2008
- Regional Inequality and Industrial Structure in Japan: 1874-2008. With Jean-Pascal Bassino, Tatsuji Makino, Ralph Paprzycki, Tokihiko Settsu, Masanori Takashima, Joji Tokui. Maruzen Publishing. 2015.
- 『岩波講座日本経済の歴史』全6巻 中村尚史,中林真幸共編集 岩波書店 2017-

## 論文
- <深尾京司